# فرانك س. مور
فرانك س. مور (بالإنجليزية: Frank C. Moore)‏ هو رسام وفنان أمريكي، ولد في 22 يونيو 1953، وتوفي في 21 أبريل 2002.